# Kwiaty jak relikwie
Kwiaty jak relikwie – drugi solowy album Roberta Gawlińskiego, wydany w 1997 roku nakładem wytwórni Starling.

## Lista utworów
Źródło:
1. „Mała iskra” – 3:41
2. „Kwiaty jak relikwie” – 3:47
3. „Sid i Nancy” – 4:23
4. „Nie stało się nic” – 3:05
5. „Tacy jak ja” – 3:47
6. „Smutne liście” – 3:25
7. „Nurty życia rzeki” – 3:49
8. „Kocham niewinność” – 7:16
9. „Wojna i miłość” – 3:05
10. „Mówię Ci...” – 4:10
11. „Na koniec” – 2:54

## Single
- „Sid i Nancy”
- „Nie stało się nic”
- „Tacy jak ja”
- „Wojna i miłość”
- „Kwiaty jak relikwie”

## Twórcy
Źródło:
- Robert Gawliński – śpiew, gitara
- Robert Lubera – gitara
- Andrzej Smolik – instrumenty klawiszowe
- Leszek Biolik – gitara basowa
- Aleksander Korecki – saksofon, flet
- Robert Majewski – trąbka
- Marek Surzyn – perkusja

oraz
- Imago Studio Dtp – opracowanie graficzne Piotr Teperek
- Magda Ponagajbo – zdjęcia
- Paweł Jóźwicki – management